# بوابة بلند دروازه
بوابة بلند دروازه (الهندية: बुलंद दरवाज़ा، الأردية: بُلند دروازه)، أو «بوابة النصر»، تم بناؤها عام 1572 م. على يد الإمبراطور المغولي جلال الدين أكبر؛ لإحياء ذكرى فوزه على ولاية غوجارات. تمثل المدخل الرئيسي للقصر في فتحبور سيكري، التي تبعد 43 كم عن أغرة في الهند.
بالإضافة إلى أنها تمثل أعلى بوابة في العالم ومثال على العمارة المغولية. وتعرض إمبراطورية أكبر.

## العمارة

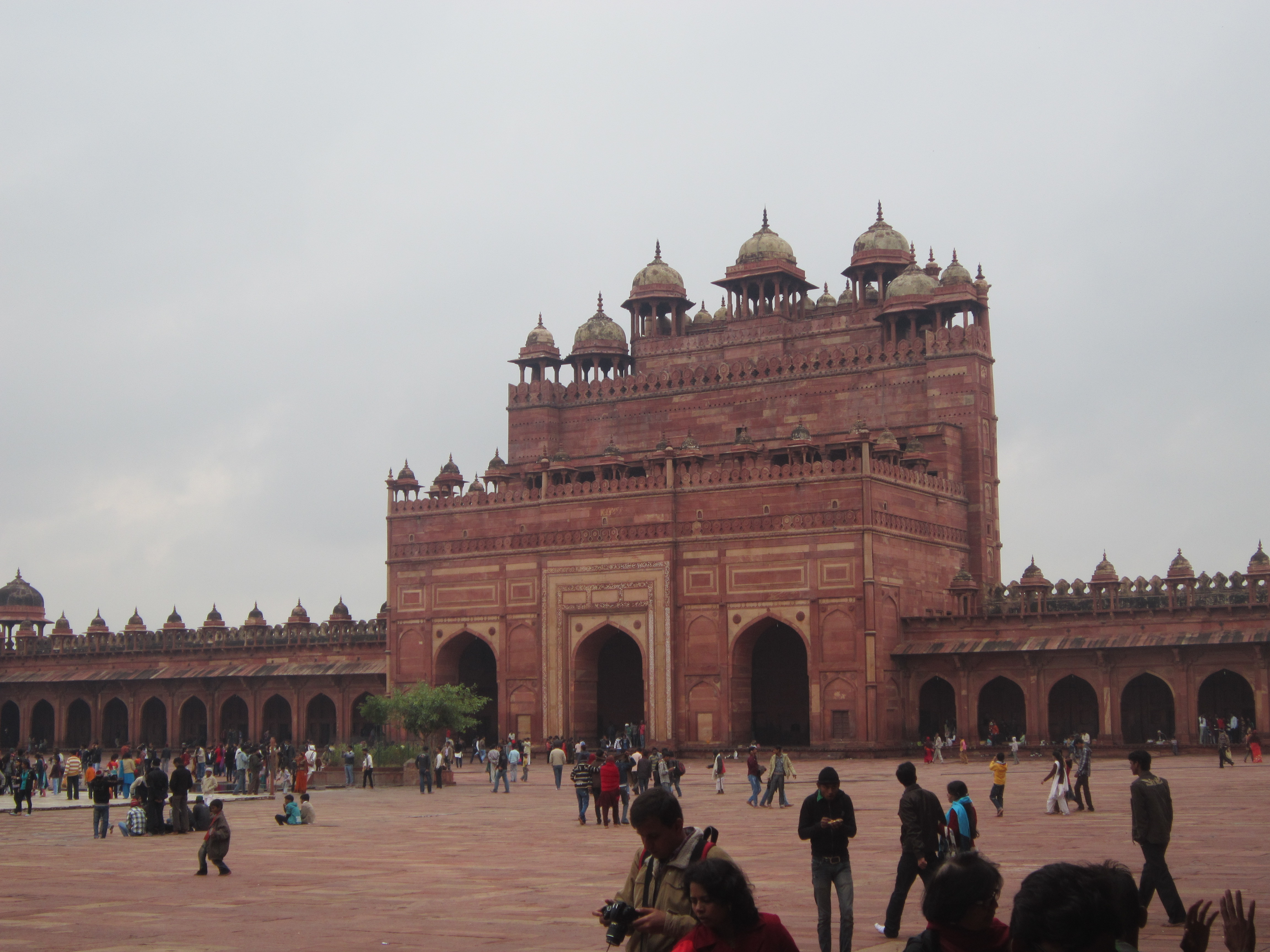
الواجهة الخلفية من بوابة بلند دروازه

صُنعت بوابة بلند دروازه من الحجر الرملي الأحمر، مزينًا بالرخام الأبيض والأسود، وهي أعلى من فناء المسجد. البوابة متناظرة وتعلوها سرادقات كبيرة قائمة بذاتها، وهي عبارة عن قباب حجرية توجد في أعلى المركز وعلى الأطراف المتماثلة،
أمامها أسوار ذو فتحات صغيرة بينها أسطوانات محفورة، ومرصعة برخام أبيض وأسود. يوجد سلسلة طويلة من الدرجات أسفل التل الذي تقع عليه البوابة مما يمنحها مزيدًا من الارتفاع. يبلغ ارتفاعه 40 متراً و50 متراً من الأرض. الارتفاع الكلي للهيكل حوالي 54 متر من مستوى الأرض.
وهي عبارة عن بوابة عالية مكونة من 15 طابقًا وهي تمثل المدخل الجنوبي لمدينة فاتحبور سيكري. درج البوابة يتكون من 42 درجة. شبه مثمن في المخطط وجناحين أصغر من ثلاثة طوابق على كلا الجانبين. لديها ثلاثة سرادق على قمتها تحيط بها ثلاثة عشر سرادق أصغر حجماً. هناك أبراج أصغر تحيط بالبوابة. يحيط بساحة مسجد جامع. يوجد القوس الرئيسي في وسط ثلاثة جوانب وتعلوها قبة. ينقسم القوس المركزي إلى ثلاثة من الأقواس الصغيرة والأقواس المسطحة.
الركن الأحمر البسيط من الحجر الرملي يحيط به رخام أبيض مع زخرفة تشبه الزهرة مطعمة بالرخام الأبيض في قمة القوس، وردة متدلية تتركز مع اللوحة الضيقة فوقه على كلا الجانبين. الزخرفة كبيرة وجريئة في الواقع، ولكنها صغيرة وحساسة عند رؤيتها من الأسفل، تنحني تحت نبع القوس. قطعت قطعتين من الجانب الأيسر وثمانية من اليمين.القوس له ثلاث فتحات فعلية تحدها لوحات زخرفية ويضاف إليها ثلاث فتحات مقوسة أخرى تعلوها نصف قبة. يبلغ إجمالي ارتفاع البوابة فوق الرصيف 176 قدمًا.
يوجد نقش فارسي في الممر الشرقي لبوابة بلند دروازه غزو أكبر على أتار براديش والنصر في كوجارات في 1573. والنقش الموجود على الوجه المركزي للبوابة يعكس الانفتاح الديني لـأكبر.

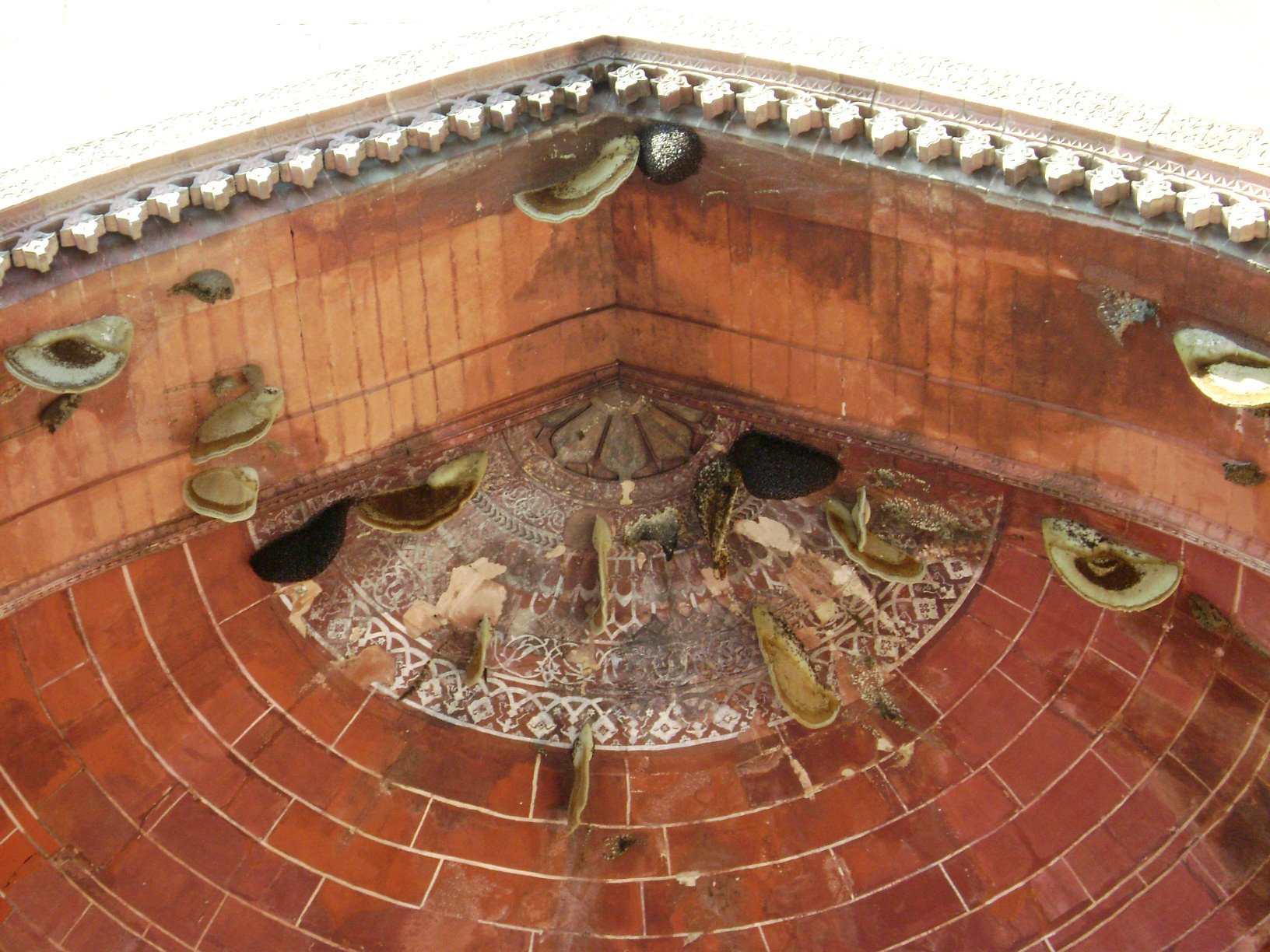
أقراص العسل في بوابة بلند دروازه

## نقش
يوجد على البوابة الرئيسية نقوش إسلامية مكتوبة باللغة الفارسية تقول "عيسى (يسوع)، ابن مريم قال:" إن العالم جسر، مر فوقه، لكن لا تبني مسكنًا عليه، من يأمل ليوم واحد قد يأمل في الخلود لكن العالم يتحمله ولكن ساعة. اقضيها في الصلاة لأن الباقي غير المرئي".
كان يسوع ينصح أتباعه بعدم اعتبار العالم كمنزل دائم.
نحتت آيات من القرآن بـخط النسخ على طول القمة. تم رسم هذه الخواجة من قبل الخواجا حسين تشيشتي، تلميذ الشيخ سالم تشيشتي.

## غرض
بوابة بلند دروازه لم تكن جزءًا من التصميم الأصلي لمسجد جامع، فلقد أقامها جلال الدين أكبر للاحتفال بغزو غوجارات في عام 1573.

## وصلات خارجية
- Gateway to the Mughal era